# Podwinek
Podwinek – dawna wieś w Polsce położona w województwie łódzkim, w powiecie bełchatowskim, w gminie Kleszczów. W 2008 roku zniesiona i włączona do wsi Kamień.
W latach 1975–1998 miejscowość należała administracyjnie do województwa piotrkowskiego.